# Pollia karinae
Pollia karinae är en snäckart som först beskrevs av Nowell-Usticke 1959.  Pollia karinae ingår i släktet Pollia och familjen valthornssnäckor. Inga underarter finns listade i Catalogue of Life.